# Route nationale 199
Die Route nationale 199, kurz N 199 oder RN 199, war eine französische Nationalstraße auf Korsika, die 1839 zwischen Mezzavia und Saint-Florent festgelegt wurde. Zwischen Calvi und Lumio war sie durch die N197 unterbrochen. 1933 übernahm sie die N194 zwischen der Kreuzung mit der N198 bei Patrimonio und Bastia. Von Mezzavia bis Calvi betrug die Länge 155 Kilometer, von Lumio bis Saint-Florent 84 Kilometer und von der Kreuzung bei Patrimonio bis Bastia 18 Kilometer. 1973 wurde sie komplett herabgestuft.